# Santonine
Santonine is een plantenstof, die behoort tot de sesquiterpeenlactonen. Ze wordt geïsoleerd uit gedroogde bloemhoofdjes van zeealsem (Artemisia maritima) en andere Artemisia-soorten, vooral afkomstig uit Russisch en Chinees Turkestan en de zuidelijke Oeral. Ze komt voor als kleurloze kristallen met een bittere smaak, die bij belichting geel kleuren. Bij UV-bestraling ondergaat ze een fotochemische omlegging.
Het is een chirale verbinding; de stereo-isomeer die uit planten geïsoleerd wordt, wordt α-santonine genoemd.
Santonine werd vroeger veel gebruikt als middel tegen parasitaire spoelwormen, maar wegens haar toxiciteit wordt ze bijna niet meer aangewend. Reeds bij een 2- tot 3-voud van de dagelijkse dosis (100 mg voor volwassenen) kan de stof vergiftigingsverschijnselen veroorzaken. In de Europese Unie is santonine ook verboden in cosmetische producten.
Santonine was in het midden van de 19e eeuw het eerste commercieel succesvolle geneesmiddel van de firma Pfizer, toen nog Charles Pfizer & Company.